# Who Do You Dance For?
"Who Do You Dance For?" är en rocklåt komponerad av Maria Andersson och Josephine Forsman med text av Andersson. Låten spelades in av Sahara Hotnights 2004 och utgör öppningsspåret på gruppens tredje studioalbum Kiss & Tell. Den utkom även som andra och sista singel från detta album den 11 oktober 2004.
Som B-sida valdes den tidigare outgivna låten "The Dogs Don't Want You", komponerad av Andersson och Forsman med text av Andersson. Singeln producerades av Johan Gustavsson och Pelle Gunnerfeldt och spelades in i Gunnerfeldts Studio Gröndahl, belägen i Stockholmsförorten Gröndal. "Who Do You Dance For?" mixades av Doug Boehm och Rob Schnapf i Cello Studios i Los Angeles och mastrades av Ted Jensen i Sterling Sound i New York. "The Dogs Don't Want You" mixades av Gunnerfeldt i Studio Gröndahl och mastrades av Thomas Eberger i Cutting Room i Stockholm.
"Who Do You Dance For?" tog sig in på Tracks där den låg sju veckor mellan den 13 november 2004 och 8 januari 2005, som bäst på plats tio.

## Låtlista
Alla låtar är skrivna av Maria Andersson och Josephine Forsman med text av Andersson.
1. "Who Do You Dance For? – 2:19
2. "The Dogs Don't Want You" – 2:57

## Releasehistorik
| Datum           | Format              | Skivbolag |
| --------------- | ------------------- | --------- |
| 11 oktober 2004 | Digital nedladdning | BMG/RCA   |
| 3 november 2004 | CD                  | BMG/RCA   |